# Ebroino

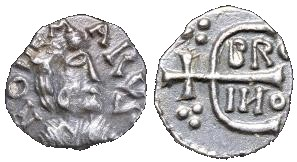
Denaro di Ebroino coniato a Parigi

Ebroino (... – 681) fu Maggiordomo di palazzo della Neustria e della Burgundia e resse le sorti dei regni di Neustria e Burgundia (e per brevi periodi anche di quello di Austrasia) sotto il regno dei re fannulloni della dinastia dei merovingi Clotario III, Clodoveo III e Teodorico III, dalla morte di Ercinoaldo dal 658 circa al 681 circa.

## Biografia
Neustriano, entrò a corte sotto il regno di Clotario III e, dopo la morte di Ercinoaldo (658), venne nominato maggiordomo: fu un uomo estremamente ambizioso e fautore di una politica tesa alla ricostituzione di un Regnum Francorum unito (attraverso l'estensione del dominio della Neustria sull'Austrasia) e al consolidamento del potere centrale e assoluto della monarchia (il che gli procurò l'ostilità del clero e dell'aristocrazia sia neustriana che austrasiana). Secondo gli Annales Mettenses Priores, era un uomo crudele, con molti vizi.

### Maggiordomo di Clotario III
Secondo il continuatore di Fredegario Ebroino fu elevato alla carica di maggiordomo di palazzo con Clotario III, dopo la morte di Ercinoaldo, come conferma anche la Domus Carolingicae genealogia ed il Chronicon Moissiacense, che data la morte di Ercinoaldo, nel 658.
Il suo primo atto da maggiordomo fu l'allontanamento da corte della regina Batilde, madre di Clotario III, che fino a quel momento era stata la reggente (Clotario all'epoca aveva solo sette anni) e si ritirò nell'abbazia di Chelles; nel 662 mise sul trono di Austrasia (che lui, o il suo predecessore Ercinoaldo, aveva tolto agli usurpatori Grimoaldo I e Childeberto l'Adottato) il fratello minore di Clotario, Chilperico II (di nove anni).

### Maggiordomo di Teodorico III
Alla morte di Clotario III, nel 673, senza eredi diretti (anche se alcuni considerano Clodoveo III suo figlio illegittimo), il trono di Neustria e Burgundia sarebbe dovuto toccare al fratello, Childerico II (già re di Austrasia, in quanto il maggiordomo di palazzo Wulfoaldo, lo aveva elevato al trono), ma Ebroino, senza consultare i notabili del regno proclamò re di Neustria e Borgogna il terzo fratello, Teodorico III.
L'episodio causò una rivolta dei nobili, che mal sopportavano Ebroino, della quale approfittò Chilperico II, che invase la Neustria e se ne proclamò re, depose Teodorico III e dopo, aver tonsurato sia lui che Ebroino li inviò nel monastero di Luxovio, in Burgundia, dove a Ebroino fecero prendere i voti. Childerico II divenne sovrano di tutti i regni franchi, elevando Wulfoaldo a maggiordomo di tutti i regni dei Franchi.
Evaso da Luxovio alla notizia della scomparsa di Chilperico II (che era stato assassinato da Bodilone, nel 675, insieme al figlio Dagoberto e alla moglie Bilichilde, che era incinta), Ebroino tornò al potere come maggiordomo di Clodoveo III, figlio presunto (ma gradito agli austrasiani più di Teodorico III) di Clotario III, dopo aver eliminato, secondo il Chronicon Moissiacense, dopo averlo attirato in un tranello il maggiordomo di palazzo di Neustria e di Borgogna, Leodesio (?-676), figlio di Ercinoaldo, che era stato eletto col suggerimento di Leodegario e di suo fratello Guerino di Poitou, dopo la morte di Clotario III.
Quindi, nel 676, rimise sul trono Teodorico III, mantenendo la carica di maggiordomo, e si vendicò di tutti i suoi nemici (Leodegario di Autun fu ucciso dopo vari tormenti, suo fratello Guerino di Poitou fu trucidato e altri dovettero fuggire e rifugiarsi in Guascogna).
Ebroino aveva inoltre cercato di imporre Teodorico III anche in Austrasia, ma fu costretto ad accettare come re, Dagoberto II, che rientrato dall'esilio divenne re dei Franchi di Austrasia e con l'appoggio del maggiordomo di Austrasia, Wulfoaldo, si scontrò spesso con Ebroino e Teodorico III, che nel 677, attaccarono invano l'Austrasia e per un breve periodo vi fu la guerra civile tra i due regni.
Fu probabilmente lo stesso Ebroino ad organizzare la partita di caccia in cui, nel 679, Dagoberto perse la vita a seguito di un colpo di spada all'inguine da parte di alcuni congiurati.
Ebroino contrastò duramente le pretese di autonomia delle varie regioni del regno (particolarmente della Borgogna) e ogni tentativo dell'aristocrazia laica ed ecclesiastica di accrescere il suo potere e i suoi privilegi: ne fecero le spese anche l'abate Filiberto di Jumièges e i vescovi Ennemondo di Lione, Amato di Sion, tutti in seguito canonizzati assieme a Leodegario.

### Lo scontro con l'Austrasia e la morte
Dopo la morte di Dagoberto II (679) l'Austrasia andò a Teodorico III che così riunificò il Regno dei Franchi, ma in pratica rimase indipendente, sotto la guida del maggiordomo Wulfoaldo e dopo la sua morte di Martino e Pipino di Herstal, il figlio di Ansegiso. Dato che molti nobili di Neustria si rifugiavano in Austrasia per sfuggire alle angherie di Ebroino, nel 680, Pipino e Martino attaccarono la Neustria, ma fu Ebroino ad avere la meglio nella battaglia di Leucofao, e, dopo aver messo in fuga gli austrasiani, raggiunse Martino e, con un inganno, lo uccise, con tutti i suoi uomini.
Nel 681, dato che la Neustria continuava ad essere oppressa da Ebroino, fu organizzata una congiura che lo sorprese di notte e fu ucciso da Ermenefrido, genero di Aega, che poi si rifugiò in Austrasia presso Pipino.
 Dopo la morte di Ebroino, Warattone fu nominato maggiordomo da Teodorico III.

## Matrimonio e discendenza
Di Ebroino non si conoscono né il nome né gli ascendenti di una eventuale moglie e non si hanno notizie di eventuali figli.

### Fonti primarie
- (LA)  Fredegario, FREDEGARII SCHOLASTICI CHRONICUM CUM SUIS CONTINUATORIBUS, SIVE APPENDIX AD SANCTI GREGORII EPISCOPI TURONENSIS HISTORIAM FRANCORUM.
- (LA)  Annales Mettenses Priores.
- (LA)  Annales Marbacenses.
- (LA)  Monumenta Germaniae historica: Domus Carolingicae genealogia.
- (LA)  Monumenta Germaniae historica: Chronicon Moissiacensis.
- (LA)  Rerum Gallicarum et Francicarum Scriptores, tomus tertius.

### Letteratura storiografica
- Christian Pfister, La Gallia sotto i Franchi merovingi. Vicende storiche, in Storia del mondo medievale - Vol. I, Cambridge, Cambridge University Press, 1978,  pp. 688-711.
- Christian Pfister, La Gallia sotto i Franchi merovingi, istituzioni, in Storia del mondo medievale Vol. I, Cambridge, Cambridge University Press, 1978,  pp. 712-742.